# Bothriocline schimperi
Bothriocline schimperi là một loài thực vật có hoa trong họ Cúc. Loài này được Oliv. & Hiern ex Benth. mô tả khoa học đầu tiên năm 1873.